# جان رلیش
جان رلیش (انگلیسی: John Relish؛ زادهٔ ۵ اکتبر ۱۹۵۳) بازیکن فوتبال سابق و مربی کنونی اهل انگلستان است.
از باشگاه‌هایی که در آن بازی کرده‌است می‌توان به باشگاه فوتبال نیوپورت کانتی، باشگاه فوتبال لیورپول، باشگاه فوتبال فارست گرین راورز، اشاره کرد.